# هوگکرک
هوگکرک (به هلندی: Hoogkerk) یک منطقهٔ مسکونی در هلند است که در Groningen واقع شده‌است. هوگکرک ۱۲٬۲۶۰ نفر جمعیت دارد.